# Loleatta Holloway
Loleatta Holloway (ur. 5 listopada 1946 w Chicago, zm. 21 marca 2011 tamże) – amerykańska wokalistka soul i disco. 
Karierę artystki rozpoczęła w latach 70. XX wieku jako członkini chóru gospel. W tym samym okresie podpisała kontrakt z wytwórnią Aware. W 1973 ukazała się jej debiutancka płyta Loleatta, a w 1975 r., Cry to Me, z której singiel o tym samym tytule trafił do 10 Billboard R&B i Hot 100 na 68. miejsce.
W 1976 r., podpisał z nią kontrakt Norman Harris z Gold Mind, filii Salsoul Records w Nowym Jorku. Wydany w tym roku album Lolleata przyniósł kolejny przebój, który uplasował się wysoko na listach przebojów, a zarazem stał się początkiem jej kariery disco. 
Miała znaczący wpływ na wielu późniejszych muzyków, a jej utwory były wielokrotnie nagrywane w nowych wersjach bądź miksowane między innymi przez wykonawców muzyki house.
W ostatnich latach życia była mało aktywna muzycznie, zmarła z powodu niewydolności serca. 

## Albumy studyjne
źródło:.
- Loleatta (1973, Aware)
- Cry To Me (1975, Aware)
- Loleatta (1976, Gold Mind)
- Queen of the Night (1978, Gold Mind)
- Loleatta Holloway (1979, Gold Mind)
- Love Sensation (1980, Gold Mind)
- Greatest Hits (1996, The Right Stuff/EMI)
- Queen of the Night: the Ultimate Club Collection (2001, The Right Stuff/EMI)
- Loleatta Holloway: The Anthology (2005, Salsoul)